# Religion en Europe
Cet article traite de la religion en Europe en tant que tradition culturelle, sans préjuger du taux de croyants convaincus et de pratiquants réguliers dans chaque confession. Sur une population totale d'environ 730 millions d'habitants en 2010, l'Europe compte environ 554 millions de chrétiens (76 %) dont 255 millions de catholiques (35 %), 197 millions d'orthodoxes (27 %) et 102 millions de protestants (14 %). À cela s'ajoutent 44 millions de musulmans (6 %, en comptant la Turquie européenne avec Istanbul, les musulmans de la Russie européenne tels les Bachkirs, les Tatars ou les Tchétchènes, et les peuples des Balkans convertis depuis des siècles, tels les Albanais ou les Bosniaques), 4,3 millions de bouddhistes (0,6 %) et 1,4 million de juifs (0,2). Les personnes relevant d'une autre religion ou sans religion sont environ 128 millions (17,4 %).

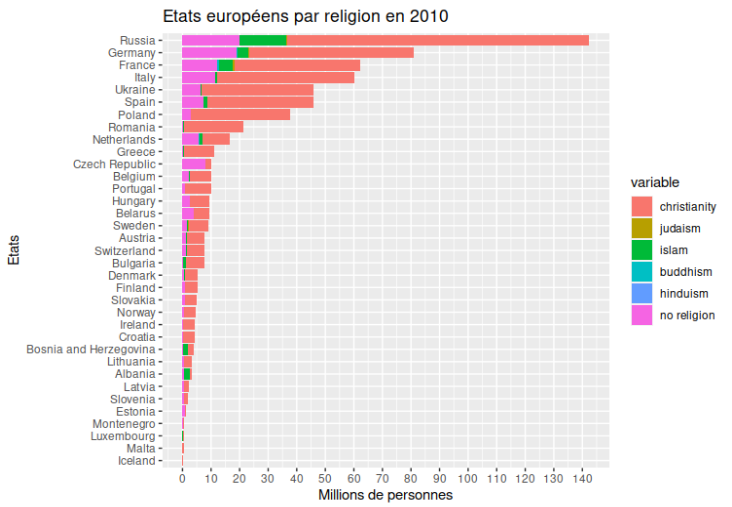
la source : https://www.kaggle.com/umichigan/world-religions

Parmi les Européens qui s'identifient comme culturellement chrétiens, les niveaux de pratique sont très variables : jusqu'à 80 % en Autriche, Pologne, Italie, Irlande et 83 % au Portugal, États où la tradition catholique joue un rôle identitaire ; en revanche aux Pays-Bas qui depuis longtemps se partagent entre protestants et catholiques, et qui ont une très ancienne tradition de liberté de conscience, seuls 42 % des habitants s'identifient comme chrétiens. En Europe occidentale, la médiane globale est de 71 % de chrétiens, catholiques ou protestants ; en Europe orientale où la tradition religieuse est un repère identitaire, la médiane est de 93 %, en majorité orthodoxes,.

## Histoire

### Les religions antiques
En Europe, les religions antiques se subdivisent en :
- foi en les Ases et les Vanes, que l'on appelle aujourd'hui odinisme, selon la mythologie germanique ;
- foi en les divinités scandinaves, selon la mythologie scandinave ;
- druidisme et sa variante irlandaise tardive, la religion des filid, selon la mythologie celtique ;
- orphisme, selon la mythologie thrace et dace ;
- foi en les divinités scythes, selon la religion scythe ;
- foi en les divinités slaves, selon la mythologie slave ;
- foi en les divinités grecques, selon la mythologie grecque ;
- foi en les divinités romaines, selon la mythologie romaine ;
- dans l'Empire romain, outre les dieux de l'Olympe, on pratiquait aussi les cultes à mystères et, dans l'antiquité tardive, le christianisme primitif.

L'un des points communs entre les religions antérieures au christianisme est le polythéisme, parfois panthéiste, parfois animiste.
Le prosélytisme n’était pas répandu parmi les peuples européens, chaque religion étant celle d'un groupe de populations également liées par la langue, et qui avait ses propres divinités. Ces religions « organiques » reposaient sur la tri-fonctionnalité indo-européenne définie par Georges Dumézil.

#### Religion nordique
La religion nordique ancienne (ou paganisme nordique) recouvre l’ensemble des croyances et des pratiques religieuses des peuples scandinaves, des origines à l'âge du bronze, jusqu’à l'âge des Vikings qui s'achève par la christianisation autour de l'an 1000. Ces croyances sont sans prêtres, ni dogmes, ni lieux de cultes.

#### Religion celtique
La religion des Celtes constitue un système de pratiques et de croyances basé sur un panthéon mythologique, civique et philosophique des Celtes.

Comme les autres peuples de la protohistoire/Antiquité d'Europe, les Celtes ont développé un système religieux polythéiste, dans le cadre duquel officiait la classe sacerdotale des druides. Cette religion s’est progressivement dissoute dans la culture de l’Empire romain.

#### Religion grecque
L'essentiel des croyances et des rites de la religion grecque se sont structurés  au moment où naquît, à l'époque archaïque (VIIIe – VIe siècle av. J.-C.), une forme d'organisation politique particulière : la cité (polis), avec pour corollaire la redécouverte et la diffusion de l'écriture (v.-800/-700) Notre mot « religion » n'existe pas en grec ancien. Les concepts qui nous servent à décrire les phénomènes religieux contemporains ne sont pas forcément adaptés à l'analyse de ce qu'étaient pour les Grecs le divin. L'opposition entre le profane et le sacré, les limites modernes entre le laïque et le religieux, sont ici incertaines, voire non pertinentes. Les gestes, les comportements, les cérémonies de la vie familiale, sociale et politique comportent presque toujours un aspect religieux. 
Dans la société grecque, la religion est complètement imbriquée dans tous les domaines de la vie (familiale, publique et sociale).  
La religion n'est pas l'affaire d'une croyance privée ; elle est avant tout publique et concerne la communauté, d'où ses implications importantes avec la vie politique. En fait, elle ne se cantonne pas à certaines sphères de la vie quotidienne mais peut concerner tous ses aspects. En sorte, les Grecs de l'Antiquité n'établissaient pas vraiment de différence entre le domaine religieux et le profane : chaque moment de la vie peut être rythmé par un rite plus ou moins formel, une prière, une pratique religieuse. Ses principaux rites sont les prières, les offrandes, les sacrifices, les fêtes publiques et les jeux. Ces rites ne s'excluent pas, au contraire : une offrande s'accompagne d'une prière, un sacrifice également pour couronner une fête publique.
À partir de l'époque archaïque, les caractères dominants de la religion grecque apparaissent : un polythéisme, des dieux (theoi) anthropomorphes munis d'attributs (foudre, trident, arc et flèches, égides, etc.), jouissant de pouvoirs pléthoriques, ayant des secteurs d'intervention, des modes d'actions propres, et dotés d'une mythologie avec ses héros. Mais chacune de ces divinités n'existe que par les liens qui l'unissent au système divin global.
Chacun d'eux peut être invoqué sous divers aspects en fonction du lieu, du culte et de la fonction qu'il remplit. Ces puissances dotées de pouvoirs surnaturels, sous le même nom, peuvent présenter une multiplicité d'aspects. Des épithètes culturelles (les épiclèses) signalent alors leur nature et leur domaine d'intervention. Il y a, par exemple, Zeus Ouranos (du ciel, père de tous les Dieux), Polieus (gardien de l'ordre politique, des murs de la cité), Horkios (garant des serments et des pactes), Ktésios (protecteur de la propriété), Herkeios (gardien de l'enclos), Xenios (protecteur des hôtes et des étrangers), Kéraunos (foudroyant). Les autres figures du panthéon grec suivent aussi ce schéma.

### Moyen Âge

#### Expansion du christianisme
Après la fin du VIIIe siècle, l'expansion du christianisme nicéen passe en général par la conversion des souverains, qui s'impose ensuite à leurs peuples, sauf exception lorsque les peuples étaient christianisés avant leurs conquérants, comme en Bulgarie où la population balkanique était déjà chrétienne sous l'Empire romain d'Orient, avant d'être conquise par les Proto-Bulgares, tengristes jusqu'en 864, ou en Hongrie où l'aristocratie d'origine finno-ougrienne adopta la foi catholique de ses sujets en l'an 1001. En Scandinavie et en Russie en revanche, le rôle des souverains est déterminant dans la conversion de leurs peuples. Le roi Harald Ier de Danemark est baptisé vers 960 ; le duc polonais Mieszko Ier en 966, à la suite d'un voyage chez le prince de Bohême Boleslas Ier, dont il a épousé la fille chrétienne. En Russie, Vladimir est baptisé en 987, et en Suède, c'est sous de la dynastie du Götaland que le christianisme s'impose dans les années 1060.
À partir de la réforme grégorienne, le christianisme catholique romain devient la religion officielle de l'Occident après avoir combattu durant tout le haut Moyen Âge contre les réminiscences des mythologies antérieures, notamment germanique, mais aussi contre des formes alternatives de christianisme comme l'arianisme ou le paulicianisme, et contre les monothéismes « rivaux » : le judaïsme et, en Espagne, l'islam. La persécution chrétienne, mise en œuvre par l'inquisition ou par des ordres de moines-soldats comme l'ordre teutonique, obligea les « païens », les convertis de force et les « hérétiques » à pratiquer en cachette leurs rituels qui perdirent progressivement en cohésion, évoluant de génération en génération, faute d'accès aux textes écrits et en l'absence d'un clergé, en simples traditions peu-à-peu marginalisées, mais pas nécessairement oubliées. Ce syncrétisme est essentiel pour comprendre la naissance du néo-paganisme.

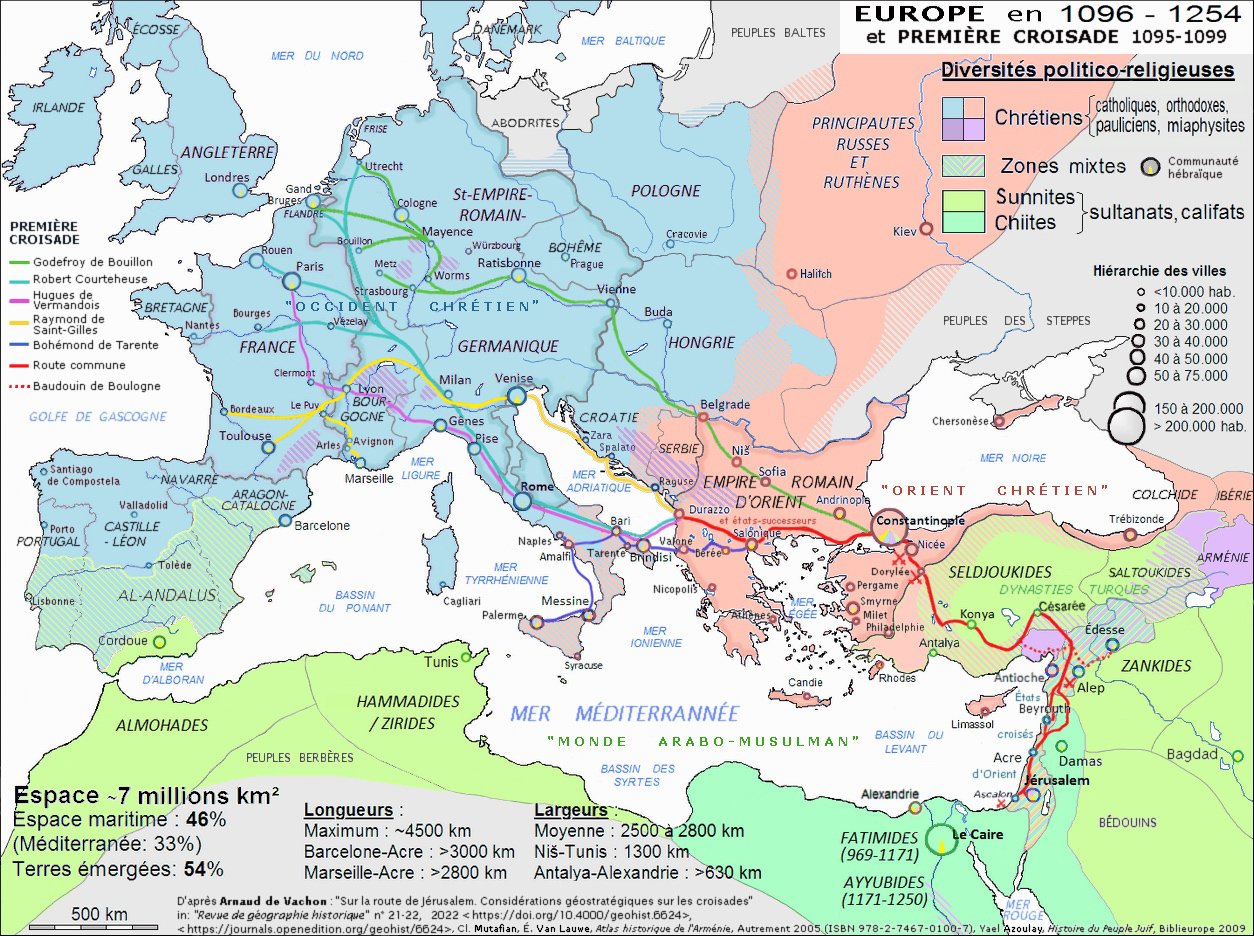
Routes de la première croisade.

## Religions

### Christianisme
- Ligne nord/sud : l'Europe se distingue par un nord protestant et un sud catholique ainsi que quelques foyers calvinistes dispersés dans toute l'Europe.
- Fracture à l'est : depuis le Grand schisme d'Orient, une grande partie de l'Europe de l'Est est orthodoxe.

#### Catholicisme
Le catholicisme est la religion la plus importante en Europe de l'Ouest et du sud-ouest et du centre, où elle regroupe plus de 50 % de la population de cette région du monde (France, Belgique, Luxembourg, Espagne, Portugal, Italie, Malte, l'Irlande, l'Autriche, Hongrie, Pologne, Lituanie, Slovaquie et Croatie)[réf. nécessaire].  Malte et le Liechtenstein sont les pays à plus forte majorité catholique 
D'autres pays ont comme 1re religion le catholicisme mais pas la religion de la majorité de la population comme la Suisse (45 % de catholiques), les Pays-Bas (30 % de catholiques)[réf. nécessaire], l'Allemagne (30 % de catholiques) [réf. nécessaire]
Le siège de l'Église catholique se trouve sur le territoire européen, dans la cité-État du Vatican.

#### Orthodoxie

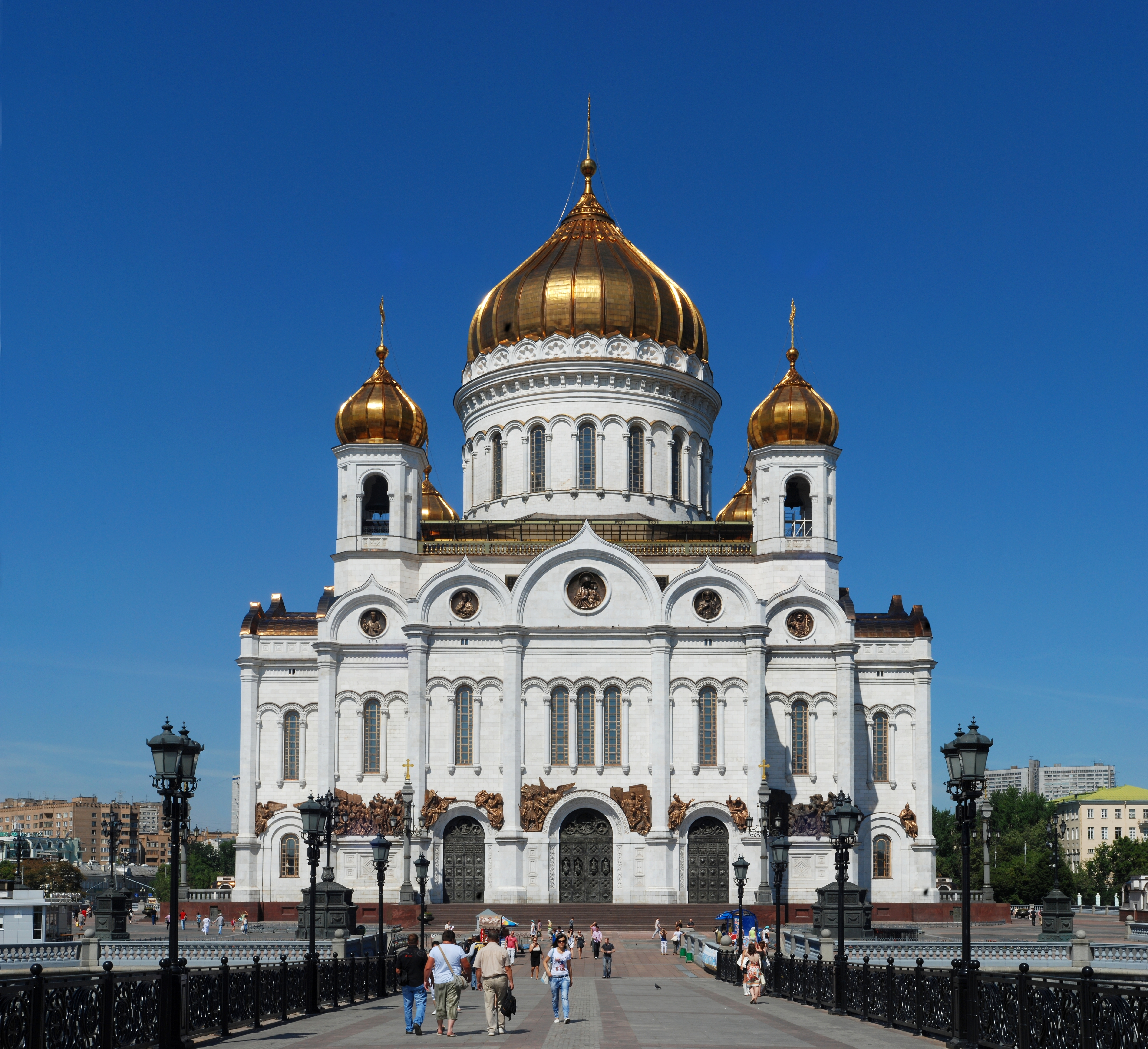
La cathédrale du Christ-Sauveur de Moscou.

Les chrétiens orthodoxes sont surtout présents en Europe orientale (majoritaires en Russie, Ukraine, Biélorussie, Géorgie ; minorités dans les pays baltes) et en Europe du Sud-Est (Bulgarie, Macédoine, Monténégro, Serbie, serbes de Bosnie-Herzégovine, Roumanie, Moldavie, Grèce et Chypre). Dans ces pays le christianisme est resté ce qu'il était avant la séparation des Églises d'Orient et d'Occident : doctrinalement défini par les sept premiers conciles seulement, et organisé sur le modèle de la Pentarchie, avec des églises autocéphales, initialement au nombre de cinq patriarcats, puis quatre après le départ de l'église de Rome, puis de plus en plus nombreuses à mesure que Constantinople reconnaissait de nouveaux patriarches dans les États orthodoxes émergents. On compte aujourd'hui seize patriarcats autocéphales « canoniques » qui se reconnaissent mutuellement, dix-neuf églises orthodoxes autonomes reconnues par l'un ou l'autre des seize patriarcats canoniques, et une cinquantaine d'autres obédiences non-canoniques.
L'Arménie est de tradition chrétienne depuis le IVe siècle (Église apostolique arménienne).

#### Protestantisme

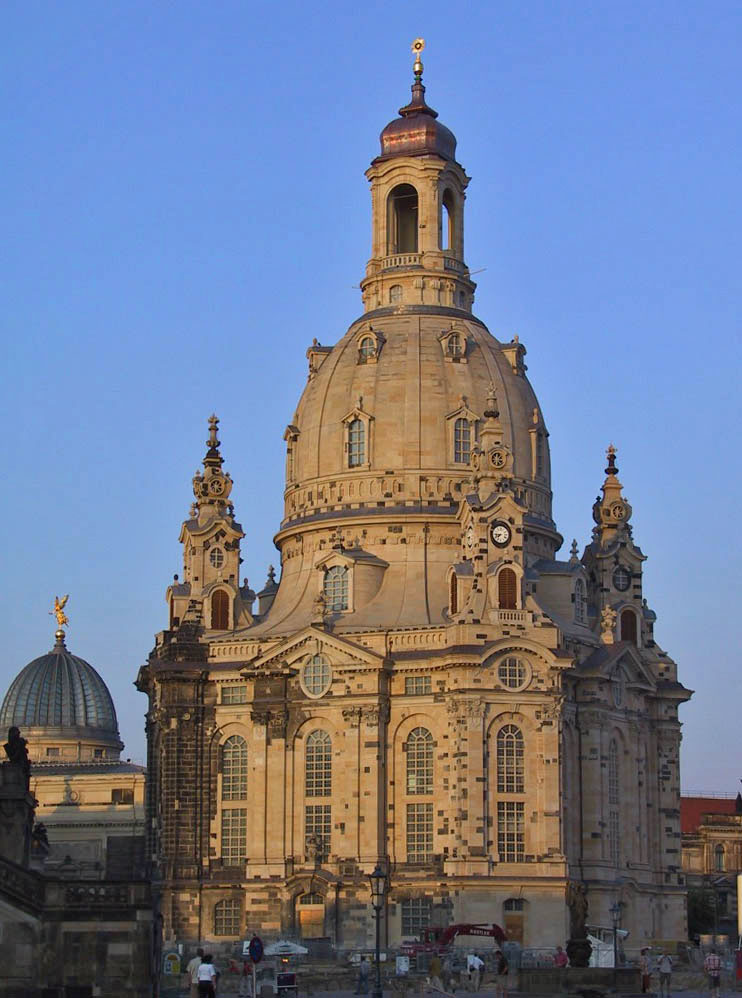
Frauenkirche, église luthérienne de Dresde.

Le protestantisme est la religion la plus importante au nord de l'Europe, dans les pays scandinaves, dans les pays baltes, le nord de l'Allemagne, en Grande-Bretagne et en Irlande du Nord. Il y a aussi d'importantes minorités aux Pays-Bas, en Suisse, en Hongrie, et dans le sud de l'Allemagne. Des communautés sont présentes en France. Il est à noter que malgré une très forte présence lors de la Réforme, en Autriche et en République tchèque, les protestants ont quasiment disparu d'Europe centrale à la suite des persécutions.
Le protestantisme européen se divise traditionnellement entre luthériens (Allemagne, Scandinavie, pays baltes), réformés (parfois appelés calvinistes : Suisse, Pays-Bas, Écosse...), évangéliques. L'Angleterre est de tradition anglicane. 
Pour leur part, luthériens, réformés et anglicans ont, depuis leurs origines, toujours connu des mouvements en leur sein que l'on appellerait évangéliques aujourd'hui, à savoir des courants piétistes, professants, orthodoxes-conservateurs et/ou charismatiques.

### Islam

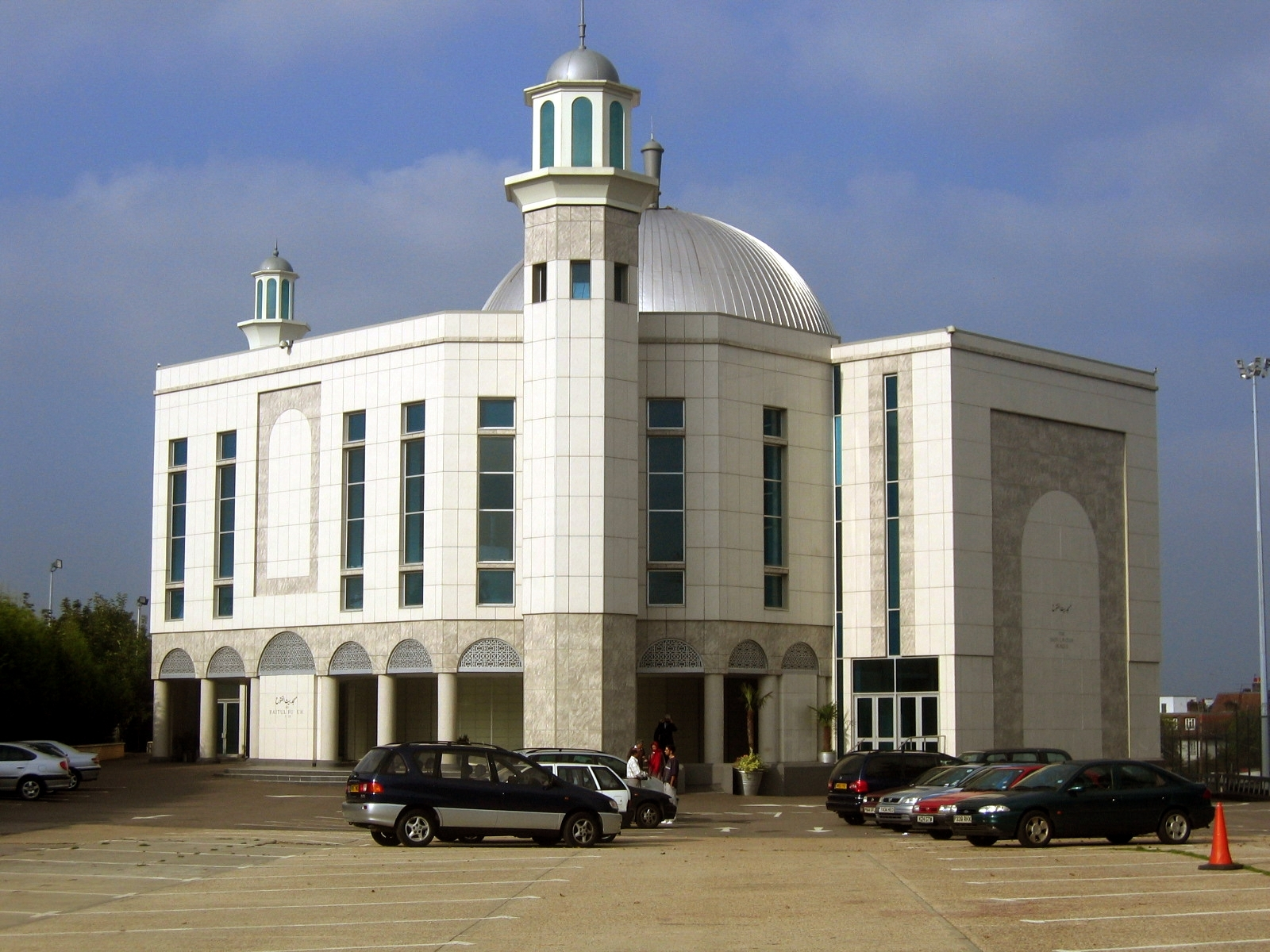
La mosquée Baitul Futuh au Royaume-Uni.

Selon le Zentralinstitut Islam-Archiv-Deutschland, le nombre de musulmans en Europe en 2007 était d'environ 53 millions, dont 16 millions dans l'Union européenne, 25 millions en Russie, 5,7 millions dans la partie européenne de la Turquie, 5,5 millions en France, 3,5 millions en Allemagne, soit un peu plus de 7 % de la population européenne totale de 730 millions.
Certains pays d'Europe de l'Est comme Kosovo (92 % de musulmans), l'Albanie (environ 65 %), la Bosnie-Herzégovine (50 %), la Macédoine (30 %) et la Bulgarie (13 %)  ont depuis très longtemps une influence musulmane plus ou moins importante due à leur ancienne appartenance à l'Empire ottoman. À noter que les pourcentages de musulmans concernant les pays ex-yougoslaves  sont éventuellement surévalués car le terme "Musliman" désigne juridiquement une  nationalité sans égard à l'appartenance religieuse. 
En Europe de l'Ouest, les communautés musulmanes sont apparues majoritairement dans les années 1960, notamment en raison de l'immigration en provenance du Maghreb, du Proche et du Moyen-Orient, du sous-continent indien et d'Afrique de l'Ouest.

### Néopaganisme
Le néopaganisme est un phénomène distinct des cultes païens de l'Antiquité. En effet, le néopaganisme englobe généralement l'ensemble des religions qui se proclament païennes depuis l'arrivée de l'ère chrétienne. Le néopaganisme concerne une multitude de religions dans le monde, principalement d'origine européenne.
Le retour à la lumière des religions ethniques des peuples d'Europe, phénomène distinct donc, commença au XVIIIe siècle avec la "renaissance druidique" à Londres, de l'initiative du franc-maçon John Toland. Cette renaissance donna lieu à la création du Most Ancient Order of Druids, dont l'une des subdivisions est aujourd'hui l'Order of Druids, reconnu par l'État britannique.
Le religion nordique ancienne redevint un phénomène important plus tardivement, vers la fin du XIXe siècle. Cette religion est aujourd'hui reconnue en Islande, au Danemark, en Norvège, en Suède et en Espagne sous le nom d'Ásatrú, de Forn Siðr ou d'Odinisme, où les croyants ont des institutions officielles de leur culte. 
L'Hellénisme (ou Orphisme ou dodécathéisme) connut une résurgence de son engouement populaire plus tardive encore, ancrée dans le milieu universitaire classique bien souvent. Cependant, cette religion est reconnue aujourd'hui en Grèce et les hellénistes ont l'autorisation de pratiquer leur foi dans certains temples de leurs ancêtres.

### Judaïsme

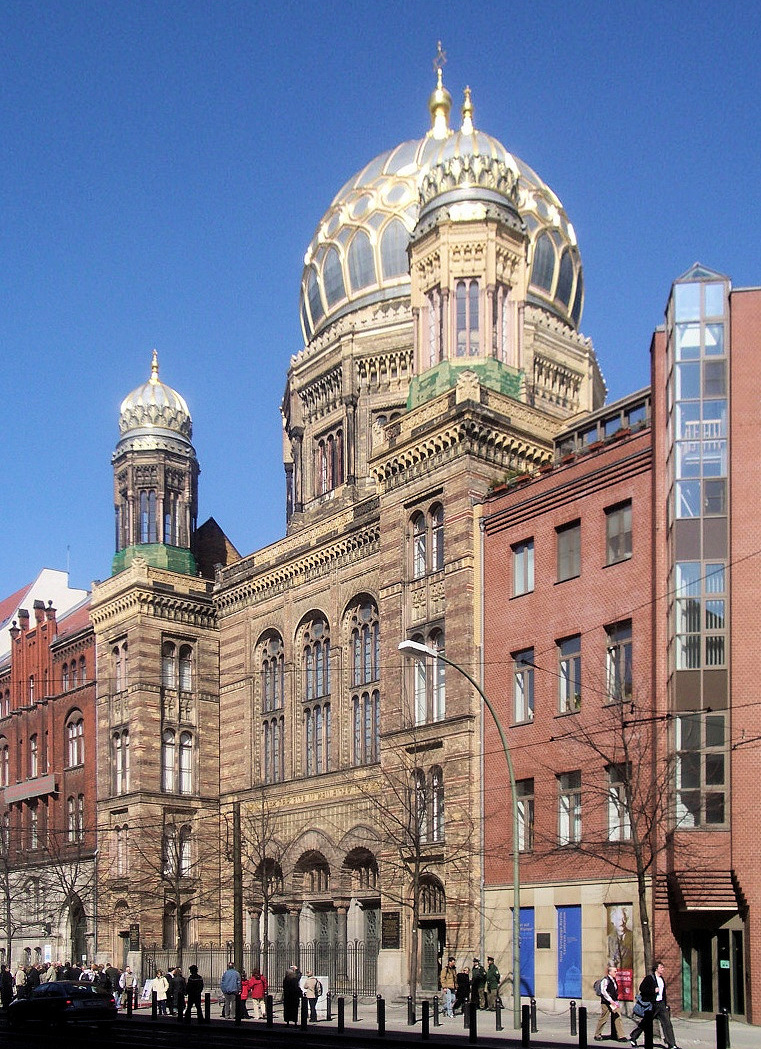
La nouvelle synagogue de Berlin.

Depuis la Seconde Guerre mondiale, la communauté juive a diminué dans des proportions importantes, alors qu'elle représentait jusqu'à 25 % [réf. nécessaire] de la population de certaines régions de l'Europe de l'Est.
Toutefois, en termes de valeur numérique absolue, la France comporte toujours la troisième plus grosse communauté juive au Monde (derrière Israël et les États-Unis)
Par ailleurs, la plupart des pays européens comportent de petites communautés.

### Bouddhisme
Le bouddhisme est présent de longue date en Kalmoukie (au Nord de la mer Caspienne). Hors de cette région, sa présence est récente. Elle se limite surtout à des groupes de convertis en Europe de l'Ouest.

## Irréligion
Selon une étude du Pew Forum datant de 2015, 18,8 % de la population européenne de 2010 est sans religion. Des projections pour 2020, 2030, 2040 et 2050 indiquent que cette part devrait atteindre, respectivement, 20 %, 21,2 %, 22,3 % et 23,3 %.

### Athéisme

Pourcentage d'athées par pays selon un sondage Eurobaromètre mené en 2005.

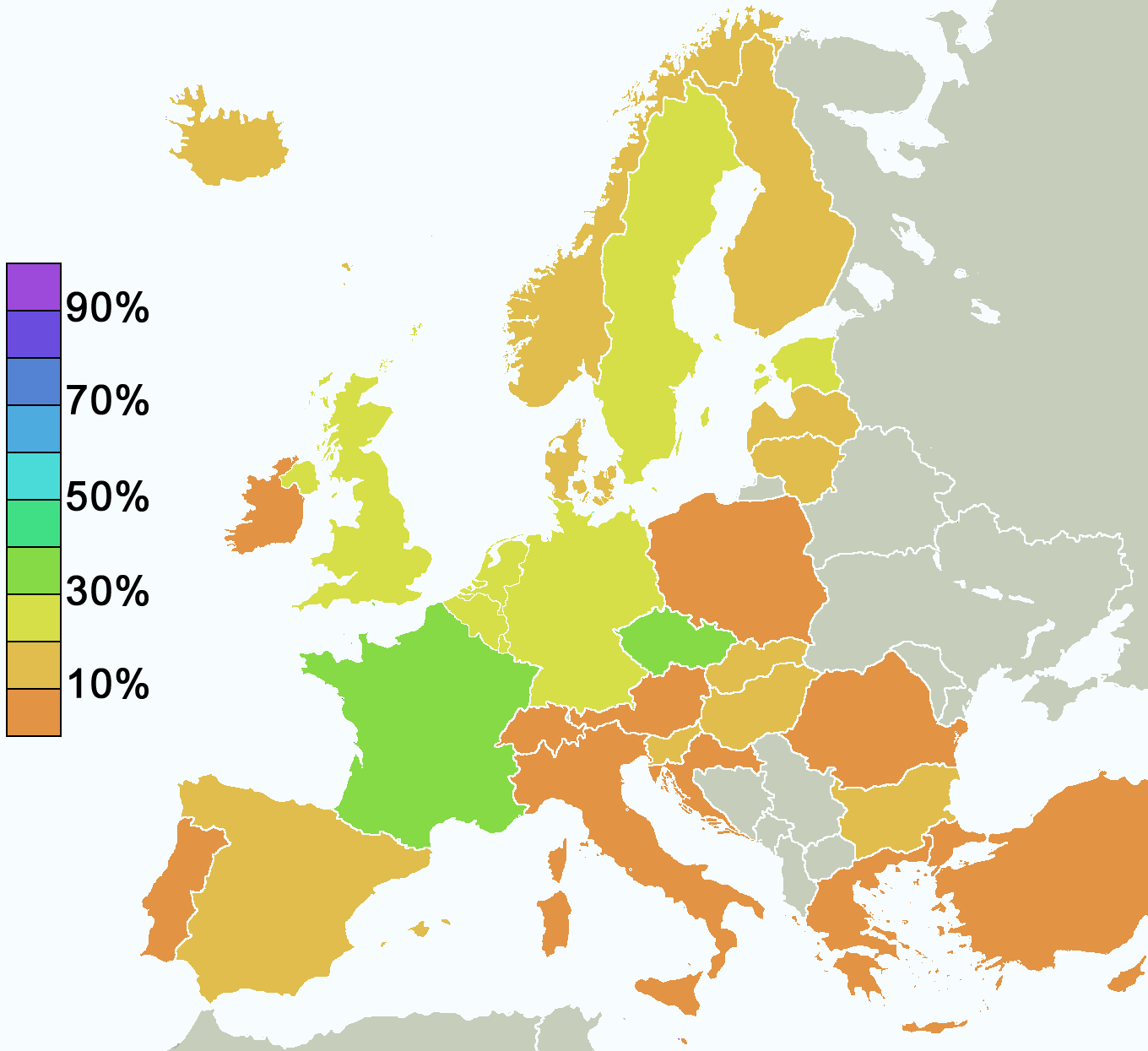
Pourcentage de non croyants par pays selon un sondage Eurobaromètre mené en 2005.

Les premières traces d'athéisme remontent à la Grèce antique, dont Démocrite soutenait l'inexistence des dieux.
Par la suite, le mouvement resta extrêmement minoritaire. Jusqu'en Europe de l'Ouest au XVIIIe siècle, avec le mouvement des Lumières et la Révolution française de 1789.
Lors du XIXe siècle, il y eut un retour aux valeurs chrétiennes.
Récemment, l'athéisme fit un retour en force en Europe occidentale et centrale. À titre d'exemple, 60 % de la population tchèque est considérée comme athée ou assimilée. Tandis qu'une étude récente affirme que 70 % des Français entretiennent de très forts doutes sur la religion en général, 28 % des interrogés n'affirmant aucune affiliation religieuse (voir irréligion en France).
L'évaluation de l'athéisme est variable selon les enquêtes :
- L'Albanie est le premier pays au monde à s’être déclaré athée.
- Selon l'ouvrage de J. Baubérot (dir.), Religion et laïcité dans l'Europe des 12, 1994, page 259 : un quart de la population de l'Union européenne serait « non religieuse » et 5 % des Européens seraient des athées convaincus.
- Une enquête menée dans 21 pays sur 21 000 personnes et publiée en décembre 2004 annonce que 25 % des Européens de l'ouest se disent athées contre 12 % dans les pays d'Europe centrale et orientale. Toujours selon cette enquête publiée dans le The Wall Street Journal version européenne, 4 % des Roumains et 8 % des Grecs se disent athées. Au contraire, 49 % des Tchèques et 41 % des Néerlandais sont athées.
- Selon une enquête du Centre public de recherches sociologiques (Le Monde, juillet 2005), 82,4 % des Espagnols se disent catholiques et 47,7 % d'entre eux pratiquants.

## Laïcité
La laïcité a été formalisée particulièrement en France (voir laïcité en France) et en Turquie (voir laïcité en Turquie), mais la liberté de culte est établie dans presque tous les pays, avec des degrés divers de séparation des Églises et des États. Cependant, au sein de l'Union européenne, de nombreux pays ont des systèmes confessionnels, c'est-à-dire que l'État reconnaît une religion officielle ou dominante (parfois avec plusieurs dénominations) : entre autres, le Royaume-Uni (Église anglicane et Église d'Écosse, cette dernière étant presbytérienne) ; le Danemark, la Norvège, la Suède, et la Finlande (Église du Danemark, Église de Suède, Église de Norvège, et Église évangélique-luthérienne de Finlande, rattachées au luthéranisme) ; l'Irlande, l'Espagne, Monaco, l'Italie, Saint-Marin, (Église catholique romaine) ; la Suisse (variable selon les cantons : Église catholique ou Église protestante, principalement calviniste), la Grèce (Église orthodoxe). Dans ces cas, il n'y a pas égalité de traitement entre les religions mais des prérogatives (souvent d'ordre financier, parfois juste d'ordre honorifique) sont accordées à l'une d'entre elles. Des débats préparatoires à la constitution européenne ont évoqué la possibilité d'inscrire l'« héritage chrétien » dans le préambule du texte, mais cela fut écarté au profit d'une référence à l'« héritage religieux et philosophique » de l'Europe.